# ザ・ウィル・トゥ・デス
『ザ・ウィル・トゥ・デス』 (The Will to Death) はジョン・フルシアンテによる、2004年6月から2005年2月にかけての6連続アルバムリリースの第1作目である。
度々共演するジョシュ・クリングホッファーが、ドラムやベース、キーボードを演奏している。

## 製作背景
2004年、ジョン・フルシアンテはレッド・ホット・チリ・ペッパーズの活動休止中の合間に、6か月で6枚のアルバムを製作すると発表。本作はその1作目にあたる。
時間と金をかけて製作されたシャドウズ・コライド・ウィズ・ピープルとは違い、レコーディングは短期間で行われ、最大でも録音は1曲につき2回のみであった。

## 収録曲
"Helical"を除き、すべての楽曲はジョン・フルシアンテによって書かれた。
"Helical"の作曲にはジョシュ・クリングホッファーも参加した。
1. "A Doubt" - 4:19
2. "An Exercise" - 3:47
3. "Time Runs Out" - 4:00
4. "Loss" - 5:20
5. "Unchanging" - 3:54
6. "The Mirror" - 3:02
7. "A Loop" - 4:32
8. "Wishing" - 2:48
9. "Far Away" - 2:17
10. "The Days Have Turned" - 2:23
11. "Helical" - 2:13
12. "The Will to Death" - 3:48

## 製作者

### 演奏
- ジョン・フルシアンテ - ボーカル、ギター、ピアノ、シンセサイザー、エレクトリックベース("Far Away", "Unchanging", "The Will to Death")
- ジョシュ・クリングホッファー - ドラム、エレクトリックベース、キーボード、ギター("Helical", "The Will to Death")

### レコーディング
- ジョン・フルシアンテ - プロデューサー
- Ryan Hewitt - エンジニア、ミキシング
- Rafael Serrano - レコーディング・アシスタント
- Jeff Moses - レコーディング・アシスタント
- バーニー・グランドマン - マスタリング
- Dave Lee - 楽器技術者

### アートワーク
- Lola Montes Schnabel - ジャケットの写真撮影
- Mike Piscitelli - デザイン
- ジョン・フルシアンテ - デザイン